# Ring-a-Ding Girl
"Ring-a-Ding Girl" is een aflevering van de Amerikaanse televisieserie The Twilight Zone. Het scenario werd geschreven door Earl Hamner Jr..

## Plot

### Opening
Rod Serling stelt de kijker voor aan Bunny Blake, een filmactrice. Ze is een beroemdheid die overal ter wereld in films optreedt. Maar onder alle glamour en make-up zit nog altijd een mens van vlees en bloed. En zij zal spoedig een reis maken naar de Twilight Zone.

### Verhaal
Bunny Blake krijgt van de fanclub uit haar thuisstad een ring toegestuurd. De ring blijkt magische eigenschappen te hebben. Ze ziet de gezichten van haar vrienden en familie erin en beseft dat ze graag willen dat ze weer eens naar huis komt.
Bunny keert huiswaarts en brengt wat tijd door in haar geboorteplaats (vooral met haar zus). Die dag vindt ook de jaarlijkse stadspicknick plaats. Bunny probeert het evenement uit te laten stellen, maar niemand heeft daar oren naar. Daarom organiseert ze een show speciaal voor haar fanclub.
Wanneer Bunny en haar zus naar het concert willen vertrekken, ziet Bunny in de ring zichzelf aan boord van een vliegtuig dat zal verongelukken. Bunny neemt afscheid van haar zus en verdwijnt dan spoorloos. Niet veel later volgt een nieuwsbericht dat er een vliegtuig is neergestort in het dorpje. Bunny was een van de inzittenden. Haar zus begrijpt dit niet daar Bunny een paar minuten geleden nog bij haar was en elk moment kon gaan optreden, maar alle nieuwsberichten melden dat Bunny wel degelijk is omgekomen bij de crash. Bovendien blijkt het vliegtuig te zijn neergestort op de plaats waar de picknick zou hebben plaatsgevonden als niet iedereen naar Bunny’s concert was gegaan. Blijkbaar had de ring nog meer eigenschappen dan alleen het tonen van Bunny’s familie. Dankzij de ring kon Bunny in een soort geestvorm in het dorp verschijnen terwijl ze lichamelijk in het vliegtuig zat.
Aan het eind van de aflevering vindt Bunny’s zus de ring.

### Slot
Rod Serling sluit de aflevering af met de mededeling dat we allemaal reizigers zijn: de reis begint bij de geboorte en eindigt in een verlaten stadje genaamd “dood”.

## Rolverdeling
- Maggie McNamara: Bunny Blake
- Mary Munday: Hildy Powell
- David Macklin: Bud Powell
- Betty Lou Gerson: Cici
- Vic Perrin: State Trooper

## Trivia
- Deze aflevering staat op volume 22 van de dvd-reeks.